# Koedijkslanden
De Koedijkslanden is een wijk in de Drentse stad Meppel. De wijk ligt ten zuidwesten van de Meppeler Binnenstad. In de wijk waren bijna alle middelbare en hoge scholen van Meppel te vinden. Vanaf het schooljaar 2014-2015 zijn Stad & Esch, De Ambelt en het Drenthe College te vinden in de wijk Ezinge. CSG Dingstede en AOC Terra zijn dan de enige overgebleven middelbare scholen in de Koedijkslanden.
In de wijk liggen de voormalige Staphorster buurtschappen Hesselingen en Westerstouwe. De wijk grenst aan de Staphorster buurtschap Slingenberg. Slingenberg is net geen Staphorster enclave in Meppel. Alleen in het zuiden grenst het niet aan Meppel, al ligt daar wel de Hoogeveense Vaart.

## Verkeer en vervoer
Door de wijk rijden streekbussen 26 en 28 (laatstgenoemde lijn alleen in de spits) en stopt streekbus 40 aan de rand van de wijk. Vanuit de Koedijkslanden zijn de snelwegen A28 en A32 te bereiken via Europalaan of Werkhorst. Met de bussen is station Meppel te bereiken.